# Kang Ha-neul
Kang Ha-neul (en hangul, 강하늘; Busan, 21 de febrero de 1990) es un actor y modelo surcoreano.

## Biografía
Estudio teatro en la universidad Chung-Ang de Seúl. 

Es buen amigo del actor Kim Woo Bin.
El 11 de septiembre del 2017 inició su servicio militar obligatorio, el cual finalizó el 23 de mayo del 2019. Prestó servicio militar como oficial de policía durante un periodo de 21 meses.
En julio de 2021 se anunció que como medida de prevención se había realizado una prueba para descartar la infección por COVID-19 después de que un miembro del personal de la serie "Insider" diera positivo.

## Carrera
Es miembro de la agencia TH Company (TH컴퍼니).
Inició su carrera en el teatro musical, notablemente en Thrill Me (2010), Prince Puzzle (2011), Black Mary Poppins (2012), y Assassins (2012).
Posteriormente debutó en televisión, participando en las series Los Herederos (2013) y Misaeng (2014).
En 2015, participó en cuatro películas; el musical C'est si bon, la película de época Empire of Lust, la coming of age Veinte y la película histórica biográfica Dongju: el retrato de un poeta, interpretando al poeta Yun Dong-ju
En 2016, protagonizó la comedia romántica Like for Likes, como un compositor joven quién padece de incapacidad auditiva. El mismo año, coprotagonizó el drama histórico Amantes de Luna: Corazón Escarlata Ryeo, interpretando al 8.º Príncipe Wang Wook
En el 2017 protagonizó la película New Trial, como un joven que perdió una década de su vida en prisión después de que una investigación policial abusiva lo condenara por un delito que no cometió. Posteriormente protagonizó junto a Park Seo-joon la película de comedia de acción Midnight Runners como un nerd estudiante de la Universidad de Policía Nacional Coreana.
También confirmó su participación en el thriller de misterio Forgotten en qué  da vida al personaje de hermano menor de Kim Mu-yeol. Actualmente forma parte de la agencia Sem Company.
El 18 de septiembre del 2019 se unió al elenco principal de la serie When the Camellia Blooms donde interpretó a Yong Shik, un policía honesto, ingenuo y atractivo del vecindario que está enamorado de Dong Baek, hasta el final de la serie el 21 de noviembre del mismo año.
En octubre del mismo año se anunció que estaba en pláticas para unirse al elenco de la segunda temporada de la serie Traveler.
En noviembre del mismo año se anunció que se uniría al elenco de la obra Fable of Fantasy, la cual sería estrenada en el 2020.
En diciembre del mismo año se anunció que protagonizaría la película Waiting for Rain, que se estrenó el 28 de abril de 2021. Su personaje es Park Young-ho, un joven estudiante que se ha tomado su segundo año sabático, y que envía una carta a su primer amor.
En junio de 2020 se anunció que se había unido al elenco principal de Piratas: El último tesoro de la corona (secuela de la película The Pirates de 2014) donde dará vida a Woo Moo-chi, el justo líder del ejército quien se autoproclama como el mejor espadachín de Go-ryeo. Tras algunos retrasos de producción, la película se estrenó en enero de 2022.
En febrero de 2021 se unió como personaje secundario especial de la serie River Where the Moon Rises (también conocida como "The Moon Rising River") donde interpretó al general militar On-hyup, el padre de On-dal (Na In-woo/Ji Soo).
A finales de septiembre del mismo año se anunció que estaba en pláticas para unirse al elenco de la serie Curtain Call. En febrero del año siguiente se confirmó su participación, con el personaje protagonista de Yoo Jae-heon, un hombre optimista y con una gran autoestima a pesar de haber crecido en condiciones difíciles. Es un actor de teatro desconocido que actúa como Moon Sung, el nieto de la nonagenaria Ja Geum-soon, para cumplir el deseo de esta de conocer a la familia que dejó en Corea del Norte. Está previsto que la serie se estrene en octubre de 2022.
También en 2022 se unió al elenco principal de la serie Insider, donde da vida a Kim Yo-han, un abogado que se une a una investigación de infiltración. La serie fue estrenada en el 2022.

## Filmografía

### Series de televisión
| Año     | Título                          | Personaje                | Cadena  | Notas                           | Ref.                 |
| ------- | ------------------------------- | ------------------------ | ------- | ------------------------------- | -------------------- |
| 2007    | My Mom! Super Mom!              | Choi Hoon                | KBS2    |                                 |                      |
| 2007-12 | Hometown Over the Hill          | Kim Jong Hwi             | KBS1    |                                 |                      |
| 2011    | Midnight Hospital               | Yang Chang Soo ok        | MBC     |                                 |                      |
| 2012    | To The Beautiful You            | Min Hyun Jae             | SBS     |                                 |                      |
| 2013    | Monstar                         | Jung Sun-woo             | Mnet    |                                 |                      |
| 2013    | Two Weeks                       | Kim Sung Joon            | MBC     | Aparición especial              |                      |
| 2013    | Drama Festival "Unrest"         | Joon Kyung               | MBC     |                                 |                      |
| 2013    | The Heirs                       | Lee Hyo Shin             | SBS     |                                 |                      |
| 2014    | Angel Eyes                      | Park Dong Joo (de joven) | SBS     |                                 |                      |
| 2014    | Misaeng                         | Jang Baek Gi             | tvN     |                                 |                      |
| 2015    | Missing Noir M                  | Lee Jung Soo             | OCN     |                                 |                      |
| 2016    | Moon Lovers: Scarlet Heart Ryeo | Wang Wook                | SBS     |                                 |                      |
| 2016    | Entourage                       | Él mismo                 | tvN     |                                 |                      |
| 2019    | When the Camellia Blooms        | Yong Shik                | KBS     |                                 |                      |
| 2021    | River Where the Moon Rises      | On-hyup                  | KBS2    | Aparición especial, 5 episodios | [ 47 ]               |
| 2022    | Insider                         | Kim Yo-han               | JTBC    |                                 | [ 48 ] [ 49 ] [ 50 ] |
| 2022    | Curtain Call                    | Yoo Jae-heon             | KBS2    |                                 | [ 42 ] [ 43 ]        |
| 2024    | El juego del calamar            | Kang Dae-ho              | Netflix |                                 |                      |
| 2025    | El sabor de lo nuestro          | Han Beom-woo             | ENA     |                                 | [ 51 ] [ 52 ]        |

### Películas
| Año  | Título                                 | Personaje      | Notas              | Ref.                        |
| ---- | -------------------------------------- | -------------- | ------------------ | --------------------------- |
| 2011 | Battlefield Heroes                     | Yeon Namsan    |                    |                             |
| 2011 | You're My Pet                          | Yang Young Soo |                    |                             |
| 2014 | Mourning Grave                         | In Su          |                    |                             |
| 2015 | C'est si bon                           | Yoon Hyung Joo |                    |                             |
| 2015 | Empire of Lust                         | Jin            |                    |                             |
| 2015 | Twenty                                 | Kyung Jae      |                    | [ 53 ] [ 54 ] [ 55 ] [ 56 ] |
| 2015 | Dongju: The Portrait of a Poet         | Yun Dong-ju    |                    | [ 57 ] [ 58 ]               |
| 2016 | Like for Likes                         |                |                    | [ 21 ]                      |
| 2017 | Midnight Runners                       | Hee-yeol       |                    | [ 24 ] [ 25 ]               |
| 2017 | New Trial                              | Hyun-woo       |                    | [ 23 ]                      |
| 2017 | Forgotten                              | Jin-seok       |                    | [ 26 ]                      |
| 2018 | Heung-boo: The Revolutionist           | Park Dol-po    | Cameo              |                             |
| 2018 | I Have a Date with Spring              | Lee Gwi-dong   | Cameo              |                             |
| 2020 | Waiting for Rain                       | Park Young-ho  |                    | [ 34 ]                      |
| 2021 | Dream                                  |                | Aparición especial | [ 59 ]                      |
| 2021 | Happy New Year                         | Jae-yong       |                    | [ 60 ] [ 61 ] [ 62 ]        |
| 2022 | Piratas: El último tesoro de la corona | Woo Moo-chi    |                    | [ 63 ] [ 64 ] [ 65 ] [ 66 ] |
| 2023 | Love Reset                             | No Jeong-yeol  |                    | [ 67 ] [ 68 ]               |
| 2024 | Pilot                                  | Kang Hee-yeol  | Aparición especial | [ 69 ]                      |
| 2025 | Yadang: The Snitch                     | Lee Kang-soo   |                    | [ 70 ]                      |
| 2025 | Streaming                              | Woo-sang       |                    | [ 71 ] [ 72 ]               |
| 2025 | Mis 84 m²                              | No Woo-seong   |                    | [ 73 ]                      |

### Programas de variedades
| Año                    | Programa                                       | Función            | Notas                                            | Ref.                 |
| ---------------------- | ---------------------------------------------- | ------------------ | ------------------------------------------------ | -------------------- |
| 2016                   | Youth Over Flowers                             | Miembro            |                                                  |                      |
| 2014, 2015, 2016, 2017 | Running Man                                    | Invitado           | Episodio 190Episodio 240Episodio 314Episodio 362 | [ 74 ] [ 75 ] [ 76 ] |
| 2017, 2019             | Life Bar                                       | Invitado           | Ep. 11                                           |                      |
| 2019                   | Funding Together                               |                    | Audiobook junto a Yoo In-na                      | [ 77 ]               |
| 2019                   | Traveler 2: Argentina                          | Miembro            |                                                  | [ 78 ] [ 79 ]        |
| 2021                   | DoReMi Market (Amazing Saturday)               | Invitado           | Ep. 156                                          | [ 80 ]               |
| 2021                   | House on Wheel: Lending You My House on Wheels | Miembro            |                                                  | [ 81 ] [ 82 ]        |
| 2022                   | SNL Korea 2                                    | Aparición especial |                                                  | [ 83 ]               |

### Presentador
| Año  | Evento                  | Notas                    |
| ---- | ----------------------- | ------------------------ |
| 2020 | 34th Golden Disc Awards | presentador de categoría |

### Anuncios
| Año  | Título              | Notas              |
| ---- | ------------------- | ------------------ |
| 2014 | Raccoon Ramen       | junto a Lee Hye ri |
| 2013 | Dongwon F&B Denmark | (marca de yogur)   |
| 2012 | AMOS Professional   | (marca de champú)  |

### Apariciones en videos musicales
| Año  | Artista        | Canción              | Notas  |
| ---- | -------------- | -------------------- | ------ |
| 2017 | Epik High      | «Lost One»           | [ 85 ] |
| 2007 | Fly to the Sky | «Still Pretty Today» |        |

### Obras de Teatro / musicales
| Año    | Título                     | Personaje                       | Notas                                                                            |
| ------ | -------------------------- | ------------------------------- | -------------------------------------------------------------------------------- |
| 2006   | The Celestial Watch        | Jang Young Shil                 |                                                                                  |
| 2007   | Carpe Diem                 | Lee Il                          |                                                                                  |
| 2008   | La Vida                    | Príncipe Hamlet                 |                                                                                  |
| 2009   | Thrill Me                  | Leopold and Loeb/Richard Loeb   |                                                                                  |
| 2009   | Spring Awakening           | Ernst                           |                                                                                  |
| 2010   | Thrill Me                  | Nathan Leopold                  | junto a Ji Chang-wook                                                            |
| 2011   | Prince Puzzle              | Gu-dong                         |                                                                                  |
| 2012   | Black Mary Poppins         | Herman                          |                                                                                  |
| 2012   | Assassins                  | Lee Harvey Oswald/The Balladeer |                                                                                  |
| 2012   | Black Mary Poppins         | Herman                          | junto a Jung Sang-yoon, Lim Kang-hee, Jeon Sung-woo, Yoon Na-moo y Chu Jeong-hwa |
| 2015   | Harold and Maude           | Harold                          |                                                                                  |
| 2018   | Shinheung Military Academy | Pal Do                          |                                                                                  |
| 2020 - | Fable of Fantasy           |                                 |                                                                                  |

## Discografía
- 2013: «Atlantis Girl» - BSO Monstar
- 2013: «Don't Make Me Cry» - BSO Monstar
- 2013: «Only That Is My World» - BSO Monstar
- 2014: «Three Things I Have Left» (Ver. acústica) - BSO	Angel Eyes

## Premios y nominaciones
| Año  | Premiación                                                 | Categoría                                              | Trabajo nominado                | Resultado | Ref.          |
| ---- | ---------------------------------------------------------- | ------------------------------------------------------ | ------------------------------- | --------- | ------------- |
| 2014 | 16th Seoul International Youth Film Festival               | Mejor actor juvenil                                    | The Heirs y Angel Eyes          | Nominado  |               |
| 2014 | SBS Drama Awards                                           | Nueva estrella                                         | Angel Eyes                      | Ganador   |               |
| 2015 | 9th Cable TV Broadcasting Awards                           | Nueva estrella/Mejor actor                             | Misaeng                         | Ganador   |               |
| 2015 | 51st Baeksang Arts Awards                                  | Mejor nuevo actor (Cine)                               | Twenty                          | Nominado  |               |
| 2015 | Korean Film Actors' Guild Awards                           | Mejor nuevo actor                                      | Twenty                          | Ganador   |               |
| 2015 | 15th Korea World Youth Film Festival                       | Nuevo actor favorito                                   | Twenty                          | Ganador   |               |
| 2015 | 52nd Grand Bell Awards                                     | Mejor nuevo actor                                      | Twenty                          | Nominado  |               |
| 2015 | 36th Blue Dragon Film Awards                               | Mejor nuevo actor                                      | Twenty                          | Nominado  |               |
| 2015 | 4th APAN Star Awards                                       | Mejor nuevo actor                                      | Misaeng                         | Nominado  |               |
| 2016 | 21st Chunsa Film Art Awards                                | Mejor nuevo actor                                      | Twenty                          | Ganador   |               |
| 2016 | 8th MTN Broadcast Advertisement Festival                   | CF Star Award                                          |                                 | Ganador   |               |
| 2016 | 25th Buil Film Awards                                      | Mejor actor                                            | Dongju: The Portrait of a Poet  | Nominado  |               |
| 2016 | 1st tvN10 Awards                                           | Ladrón de escena, Actor                                | Misaeng                         | Nominado  |               |
| 2016 | 1st Asia Artist Awards                                     | Mejor estrella, Actor                                  | Moon Lovers: Scarlet Heart Ryeo | Nominado  |               |
| 2016 | 24th SBS Drama Awards                                      | Premio a la Excelencia, Actor en un drama de fantasía. | Moon Lovers: Scarlet Heart Ryeo | Ganador   |               |
| 2017 | 4th Wildflower Film Awards                                 | Mejor actor                                            | Dongju: The Portrait of a Poet  | Nominado  |               |
| 2018 | 7th Yegreen Musical Awards                                 | Mejor actor                                            | Shinheung Military Academy      | Nominado  |               |
| 2019 | 2020 Korea First Brand Awards                              | Mejor actor                                            |                                 | Ganador   | [ 87 ]        |
| 2019 | KBS Drama Awards                                           | Premio a la gran excelencia, actor                     | When the Camellia Blooms        | Ganador   | [ 88 ]        |
| 2019 | KBS Drama Awards                                           | Mejor pareja (con Gong Hyo-jin)                        | When the Camellia Blooms        | Ganadores |               |
| 2019 | KBS Drama Awards                                           | Premio Netizen                                         | When the Camellia Blooms        | Ganador   |               |
| 2020 | 56th Baeksang Arts Award                                   | Mejor actor                                            | When the Camellia Blooms        | Ganador   | [ 89 ]        |
| 2020 | The Seoul Drama Award                                      | Outstanding Korean Actor                               | When the Camellia Blooms        | Ganador   | [ 90 ]        |
| 2020 | 2nd Asia Contents Awards Busan International Film Festival | Mejor actor                                            | When the Camellia Blooms        | Nominado  | [ 91 ]        |
| 2020 | Korean Popular Culture & Arts Award                        | -                                                      |                                 | Ganador   | [ 92 ] [ 93 ] |
| 2020 | 7th APAN Star Awards                                       | Popular Star Award, Actor                              | When the Camellia Blooms        | Nominado  |               |
| 2020 | 7th APAN Star Awards                                       | Top Excellence Award, Actor in a Miniseries            | When the Camellia Blooms        | Ganador   | [ 94 ] [ 95 ] |
| 2022 | Premios KBS Drama                                          | Premio a la gran excelencia, actor                     | Curtain Call                    | Ganador   | [ 96 ] [ 97 ] |
| 2022 | Premios KBS Drama                                          | Premio a la popularidad                                | Curtain Call                    | Ganador   | [ 96 ] [ 97 ] |
| 2022 | Premios KBS Drama                                          | Mejor pareja (con Ha Ji-won)                           | Curtain Call                    | Ganadores | [ 96 ] [ 97 ] |
| 2022 | Premios KBS Drama                                          | Premio a la excelencia, actor en miniserie             | Curtain Call                    | Nominado  | [ 98 ]        |